# Oliver Kragl
Oliver Kragl (Wolfsburg, 12 de maio de 1990) é um futebolista alemão que atua como meia. Atualmente, joga pela Frosinone.

## Carreira
Em 2009, Oliver se transferiu das categorias de base do Wolfsburg para o time B do Eintracht Braunschweig. O meia, que jogou toda a sua carreira jovem nos times de sua cidade natal, foi rapidamente promovido à equipe principal. Em sua primeira partida pelo Braunschweig, marcou também seu primeiro gol, na partida contra o Ingolstadt.
Oliver jogou 16 partidas pela equipe na temporada 2009–10. Na temporada 2010–11, foi um dos integrantes da promoção dos auriazuis à segunda divisão nacional, mas só jogou no começo da época, por causa de problemas com contusões. Ele então deixou Brunsvique e se juntou aos rubro-negros do Germania Halberstadt, então na quarta divisão alemã.
Na temporada 2012–13, foi contratado pelo Babelsberg. Foi um dos titulares absolutos da equipe, jogando 35 das 38 partidas da liga e marcando três gols. Também fez duas assistências. Em 12 de junho de 2013, foi confirmado como reforço do SV Ried, clube da primeira divisão austríaca, assinando um contrato de dois anos. Na temporada 2013–14, marcou oito gols em 39 jogos e fez seis assistências, e renovou seu contrato para até junho de 2016.[carece de fontes?]
Contudo, no fim de dezembro de 2015, foi contratado pelos italianos da Frosinone Calcio quando ainda restavam seis meses para o fim do contrato.